# Eudorylas straeleni
Eudorylas straeleni är en tvåvingeart som först beskrevs av Emile Janssens 1955.  Eudorylas straeleni ingår i släktet Eudorylas och familjen ögonflugor. Inga underarter finns listade i Catalogue of Life.